# انژرویل-لا-کمپانیه
انژرویل-لا-کمپانیه (به فرانسوی: Angerville-la-Campagne) یک کمون در فرانسه است که در شهرستان اور واقع شده‌است. انژرویل-لا-کمپانیه ۳٫۶۲ کیلومتر مربع مساحت دارد ۱۴۶ متر بالاتر از سطح دریا واقع شده‌است.